# Pierre Lueders
Pierre Fritz Lueders (ur. 26 września 1970 w Edmonton) – kanadyjski bobsleista, dwukrotny medalista olimpijski oraz wielokrotny medalista mistrzostw świata.

## Kariera
Pierwszy sukces w karierze osiągnął w 1995 roku, kiedy podczas mistrzostw świata w Winterbergu wywalczył w parze z Jackiem Pycem srebrny medal w dwójkach. na rozgrywanych rok później mistrzostwach świata w Calgary razem z Davidem MacEachernem powtórzył ten wynik, a podczas igrzysk olimpijskich w Nagano zdobył złoty medal. Następnie zdobył brązowy medal w czwórkach na mistrzostwach świata w Cortina d'Ampezzo (1999), srebrny w dwójkach na mistrzostwach świata w Lake Placid (2003) oraz złote w tej konkurencji podczas mistrzostw świata w Königssee (2004) i mistrzostw świata w Calgary (2005). W 2004 roku partnerował mu Giulio Zardo, a rok później Lascelles Oneil Brown. Następnie wystartował na igrzyskach olimpijskich w Turynie w 2006 roku, gdzie razem z Brownem zdobył srebrny medal. Ostatnie trofeum wywalczył podczas mistrzostw świata w Sankt Moritz (2007), gdzie Kanadyjczycy w składzie: Pierre Lueders, Ken Kotyk, David Bissett i Lascelles Brown zdobyli srebrny medal w czwórkach. Ponadto wielokrotnie wygrywał zawody Pucharu Świata, w tym w sezonach 1993/1994, 1994/1995, 1996/1997, 1997/1998, 2002/2003 i 2005/2006 wygrywał klasyfikację dwójek, w sezonie 1994/1995 wygrał klasyfikację czwórek, a w sezonach 1993/1994, 1994/1995, 1997/1998 i 2005/2006 był najlepszy w klasyfikacji kombinacji.

## Niektóre osiągnięcia
- igrzyska olimpijskie 1998 1. miejsce(dwójki, z Davidem MacEachernem)
- igrzyska olimpijskie 2006 2. miejsce (dwójki, z Lascellesem Brownem)
- mistrzostwa świata:
  - 1995 Winterberg 2. miejsce (z Jackiem Pycem)
  - 1996 Calgary 2. miejsce (z Davidem MacEachernem)
  - 1999 Cortina d'Ampezzo 3. miejsce (czwórki, z Kenem LeBlancem, Benem Hindle i Mattem Hindle)
  - 2003 Lake Placid 2. miejsce (z Giulio Zardo)
  - 2004 Konigssee 1. miejsce (z Giulio Zardo)
- miejsca w klasyfikacji Pucharu Świata:
  - dwójki: 2001/2002 i 2003/2004 2. miejsce, 2002/2003 1. miejsce
  - ogólna (dwójki i czwórki): 2003/2004 2. miejsce